# Mandat

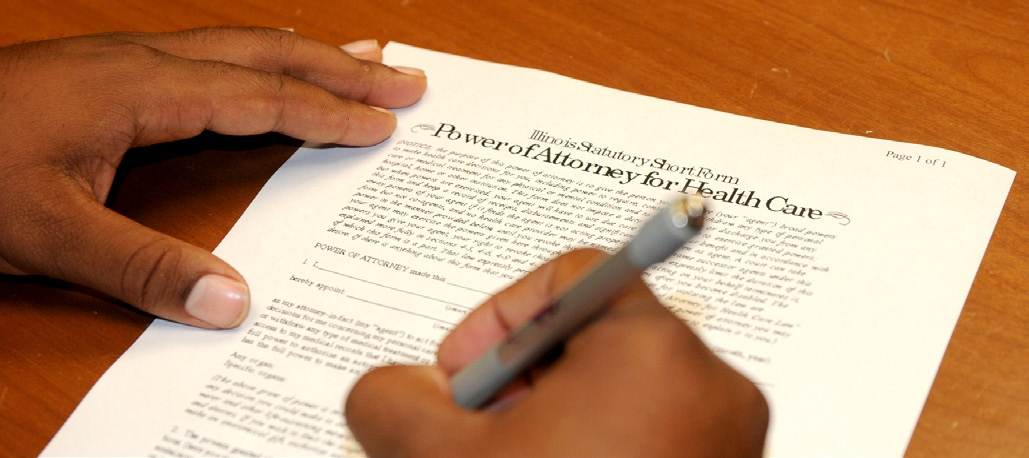
Împuternicire

Un mandat este o împuternicire scrisă pentru a reprezenta o persoană fizică sau juridică și a acționa în numele ei în executarea unui contract comercial sau de altă natură sau a unei chestiuni juridice, uneori împotriva voinței celeilalte părți. Persoana care oferă autorizația se numește mandant, iar persoana împuternicită să acționeze în numele ei se numește mandatar.
Anterior, termenul de „împuternicire” se referea la un instrument legal semnat sub sigiliu în timp ce o „scrisoare” era un instrument semnat pur și simplu de către părți. Unele jurisdicții solicită ca mandatul să fie semnat în prezența notarului sau a unor martori, în timp ce altele îl recunosc atâta timp cât acesta este semnat de către mandant.

## Structura și cerințele

### Capacitatea mandantului
Persoana care acordă împuternicirea, cunoscută sub numele de mandant, poate face acest lucru numai atunci când se află în deplinătatea capacităților mintale. În cazul în care mandantul își pierde capacitatea de a acorda împuternicirea după semnarea mandatului (de exemplu, în urma îmbolnăvirii de boala Alzheimer sau în urma unei răni la cap suferite într-un accident de mașină), atunci mandatul își va pierde puterea legală. Unele împuterniciri pot specifica faptul că documentul va rămâne în vigoare chiar și după ce mandantul își pierde capacitatea de exercițiu. Acest tip de putere este frecvent menționată ca o împuternicire permanentă (durabilă). Dacă cineva se află deja în incapacitate, acordarea unui mandat nu are valoare legală. 

### Oral și scris
În funcție de jurisdicție, o împuternicire poate fi orală și, dacă a fost dată în prezența unui martor, va fi recunoscută în instanță, la fel ca în cazul în care a fost dată în scris. În unele cazuri, legea solicită ca împuternicirea să fie dată în scris. Mai multe instituții precum spitalele, băncile și, în Statele Unite ale Americii, Internal Revenue Service, necesită ca împuternicirea să fie în scris, pentru a fi recunoscută, și vor reține, de obicei, un duplicat original sau o copie pentru evidențele lor.

### Executarea
Pentru ca un mandat să devină un document cu putere executorie, el trebuie semnat și datat de către mandant. Unele jurisdicții necesită, de asemenea, încheierea lui în prezența notarului, a unor martori sau a ambilor. Chiar și atunci când nu este necesar, documentul citit și semnat (și de multe ori ștampilat) de către un notar public poate crește probabilitatea de a rezista în instanță.
Dacă mandatarul este plătit să acționeze în numele mandantului, se poate încheia un contract de plată separat de documentul prin care se acordă împuternicirea. Dacă acel contract separat este încheiat în scris, ca un document separat, el ar putea fi păstrat secret chiar și atunci când procura este prezentată altor persoane cu scopul de a îndeplini sarcinile mandantului.

## Tipuri
O împuternicire (procură) poate fi: specială (numit, de asemenea, limitată), generală sau temporară. O împuternicire specială este limitată la un anumit act sau tip de act. Împuternicirea generală permite mandatarului să ia toate deciziile de afaceri și personale în numele mandantului. O împuternicire temporară este acordată pe un termen limitat. Dacă devine vreodată necesar, o împuternicire permanentă poate fi revocată sau schimbată atâta timp cât mandantul are capacitatea mintală să acționeze.